# الشيعة في أفغانستان
الإسلام هو الدين الرسمي لأفغانستان. يتبع حوالي 10٪  إلی 20٪ أو 22٪ من السكان المذهب الشيعي مناصفة بين الإثنا عشرية والإسماعيلية.
يتمركزون شيعة أفغانستان في منطقتي هرات وكابل، لاسيما بين قبائل الهزارة والطاجيك.
وقد كان لهم دور كبير في مقاومة المحتل السوفيتي. كما هم شاركوا في الجهد السياسي مع خروج المستعمر وتقدم الحكم في أفغانستان.
لكنهم تعرضوا للاضطهاد على أساس العقيدة منذ زمن بعيد، خصوصا ابان حكم طالبان (1996-2001).

## النسبة
لا توجد هناك إحصائية دقيقة لتعداد السكاني في أفغانستان لأكثر من 40 عاما، ولكن بشكل تقريبي تشير التقديرات إلى أن حوالي 10٪ إلی 20٪ أو 22٪ من السكان يعتنق المذهب الشيعي، وينتمي معظمهم إلى قبائل الهزارة والطاجيك.
وإن الأغلبية الساحقة من قبيلة الهزارة التي تعدّ ثالث أكبر مجموعة عرقية في أفغانستان، ينتمون إلى الطائفة الشيعية.

## مذهبهم
إن أغلبية شيعة أفغانستان، والذين ينتمون إلى قبيلة هزارة، هم من أتباع مذهب الإثني عشري. وذكرت بعض الأخبار أن 2 في المائة من الشيعة في أفغانستان ينتمون إلى المذهب الإسماعيلي. الإسماعيليون هم الذين قبلوا إسماعيل إماما سابعا بدلا من إمام موسى الكاظم خلفا لأبيهما إمام جعفر الصادق.
يتكون الإسماعيليون من مجموعات عرقية مختلفة وهم يتبعون قادتهم من دون تفكير حيث أن زعيم الإسماعيليين ينتمي إلى عائلة سيد كيان وهم يقيمون بالقرب من دوشي وهي قرية صغيرة تقع شمال سالانغ باس في وسط ولاية بغلان.

## تمركزهم
يسكن الهزارة في هزاره جات في وسط أفغانستان ويقطنون المرتفعات الوسطى، وهم يتواجدون في مناطق باميان، كابل، هراة، غزنة، شهرستان، كندي ومزار شريف.
كما يتواجد الإسماعليون بكثرة في شرق هزاره جات في منطقة بغلان شمال هندوكوش بين جبال بدخشان الطاجكية وممر واخان.

## اضطهادهم
تتعرض قبائل الهزارة إلى الاضطهاد وذلك منذ قرون ماضية، وهم يعانون منذ فترة طويلة من التمييز وقتل الآلاف منهم. وقد تعرضت هذه القومية الشيعية لشتى أنواع الضغوطات والمؤامرات والاستهدافات من قبل حكام وأمراء بعض القوميات ولاسيما أمراء البشتون. ففي القرن العاشر والحادي عشر الهجري وبالأخص في زمن حكم «هوتكيان»، أصبحت مناطق الهزارة بالتدريج محدودة ومحصورة. لكن ما فعله «عبد الرحمن خان» كان اشدها عليهم حيث اصدر في زمنه فتاوى تكفير ضد الشيعة وأباح قتلهم وسلبهم واسترقاقهم. ولذلك تعرضت هذه القومية بأبشع الجرائم في تلك الفترة، وكان السبب في ذلك كونهم من الشيعة الأثني عشرية.
ومع ظهور حركة طالبان في أفغانستان وحادثة 11 سبتمبر تعرض الهزارة لمختلف صنوف الظلم والاضطهاد. حيث قتلت الحركة الآلاف منهم ودفنتهم في مقابر جماعية باعتبارهم كفرة، وهذا ما دفعهم إلى النزوح تجاه الجبال واللجوء إلى الكهوف الجبلية هرباً من العنف الذي يشنه بحقهم أعضاء الحركة.
وينظم الهزارة كل فترة مظاهرات في العاصمة الأفغانية كابل تنديدا بالعنف الذي يمارس ضدهم من قبل حركة طالبان. كما انهم في أعوام الأخيرة تعرضوا للخطف والاغتيال من قبل تنظيم داعش أيضا.
وأظهرت بيانات الأمم المتحدة أن عدد الهجمات لأسباب دينية وخصوصا استهداف الأقلية الشيعية، ازداد في شكل كبير في أفغانستان خلال العامين الأخيرين.
وقالت بعثة الأمم المتحدة للمساعدة في أفغانستان في تقرير «إنه تم إحصاء نحو 51 حادثا منذ يناير 2016 خلفت 273 قتيلا و577 جريحا، وهي حصيلة أكبر بنحو مرتين من مجموع الهجمات التي سجلت في الأعوام السبعة السابقة.»

## طالع أيضًا
- الإسلام الشيعي في لبنان
- الشيعة في الأمريكتين